# Futhark

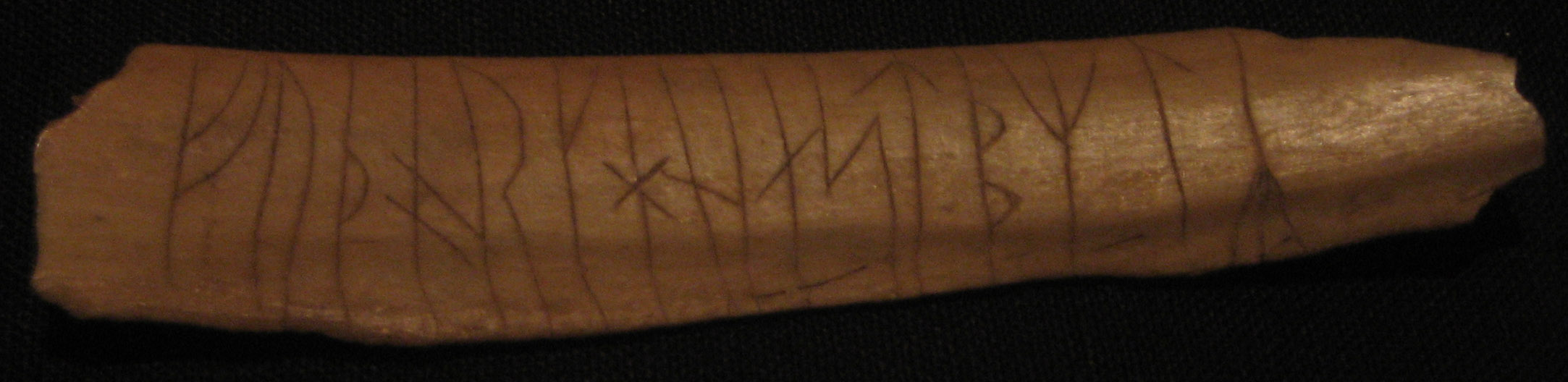
En vikingatida runrad ristad på ett ben.

Futhark eller fuþark (med yngre runor: ᚠᚢᚦᚬᚱᚴ) är namnet på en mängd runrader eller runalfabet (uppsättningar runor) som följer en särskilt följd och inleds med runorna Fä, Ur, Törs, Od, Råder och Kön (namn per J. Bureus), vilket gäller för samtliga runrader från första årtusendet med mera.
Ursprunget för ”futharken”, liksom för runorna själva, är okänd men de fanns redan så tidigt som 100-talet efter Kristus. De brukades ursprungligen av alla nordeuropeiska germanfolk men kom att avvecklas till förmån för det latinska alfabetet genom det första årtusendet i takt med kristianiseringen för att slutligen bara överleva i Skandinavien. Redan på 300-talet ersattes runor inom gotiskan av det inhemska grekbaserade gotiska alfabetet. I Britannien började runskrift troligen ersättas av latinsk skrift som statligt skriftspråk redan på 700-talet och på 1000-talet slog latinsk skrift igenom som statligt skriftspråk i Norge, Island och Danmark. Sist ut var Sverige under 1100-talet.
Privatbruk av runor överlevde i några hundra år efter statsskiftena; i Britannien inpå 1000-talet och i Norden inpå 1300-talet. I Sverige brukades runor långt efter att staten gått över till latinsk skrift, igenom medeltiden och in på tidigmoderna tiden var de i bruk hos mången gemene man. I Älvdalen användes runor långt in på 1800-talet och ännu under tidigt 1900-tal fanns där äldre människor som kunde läsa och skriva runor.

## Etymologi

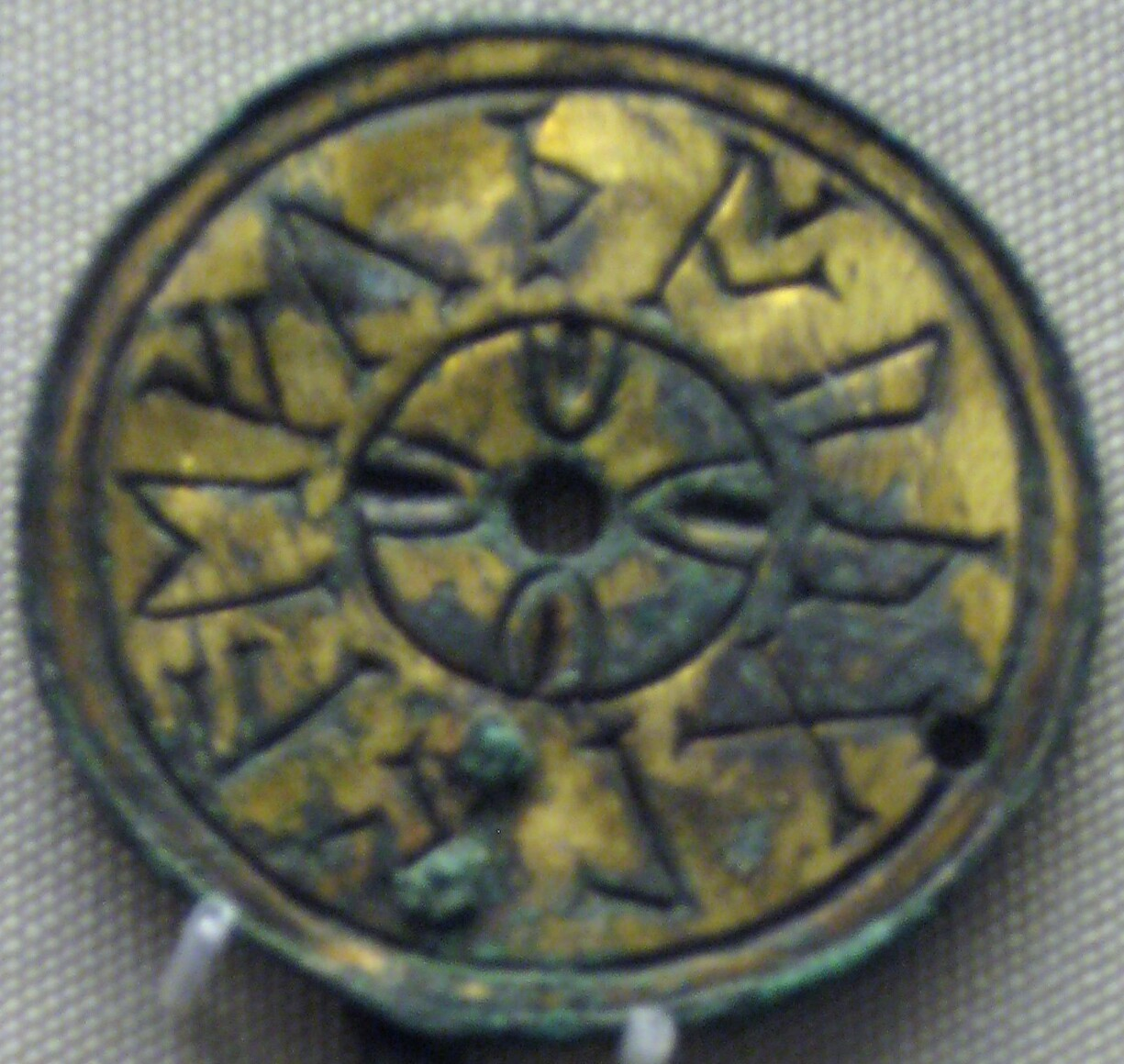
Huvudet till en anglosaxisk brosch med runskriften: ᚠᚢᚦᚩᚱᚳᚷᛚᚪᚫᛖ (fuþorc-glaäe), ”futhark-kunnig”.

Futhark, belagt i svenska språket sedan 1876, är bildat i analogi med ordet ”alfabet” (som är bildat av de två första bokstäverna i det grekiska alfabetet: α [alfa], β [beta]) efter runföljden: ᚠ [fyr], ᚢ [ur], ᚦ [turs], ᚬ [ås], ᚱ [råder], ᚴ [kön] (här angivna med moderna namn), vilket är den ordningsföljd som alla forntida ”runrader” börjar med (där runrad avser uppsättningar samlade runtecken ordnade på hävdvunnet sätt, inte runslingor): äldre runraden: ᚠᚢᚦᚨᚱᚲ (”fuþark”); anglofrisiska runraden: ᚠᚢᚦᚩᚱᚳ (”fuþorc”); yngre runraden: ᚠᚢᚦᚬᚱᚴ (”fuþąrk”). De två sista runorna skiljer sig smärre i form, translitterering och ljudvärde mellan de olika runraderna men är etymologiskt samma teckenordning varför ordet homologerats som futhark.
Ordet betyder allmänt runrad eller runalfabet, oavsett ordningsföljd, men det kan även avse runrader som särskilt följer den forntida fuþark-ordningen, jämte runrader som följer den latinska ordningen ABCD, som då istället särskiljs som ”runalfabet”, exempelvis som den medeltida och dalska runraden. Ibland särskiljs runraderna efter deras vardagliga translitteration på futhark-ordningen: futhark för den äldre runraden, futhorc för den anglofrisiska runraden och futhork för den yngre runraden.
Begreppet futhark eller dito kan ha brukats under förhistorisk tid då en anglosaxisk brosch hittats med den anglofrisiska runtexten ᚠᚢᚦᚩᚱᚳᚷᛚᚪᚫᛖ, 'FUÞORCGLAÄE', på engelska transkriberat som fuþorc-glaye (jämför svenska där ”glaäe” fungerar fonetiskt), där efterledet är en dialektvariant av fornengelska: gleaw med betydelsen ”kunnig, skicklig, smidig”, vilket tolkats skriva ut ”futhark-kunnig”. Olof Verelius ska ha angivit fuþork som nyisländskt ord 1675.

## Runor

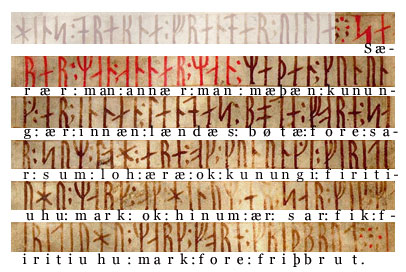
Utdrag från sida 27 av Codex Runicus med translitteration.

Runor är i grund och botten bokstäver liksom de i det latinska alfabetet. De kan representera ett eller flera ljud, särskilt mellan olika runrader. Som exempel, i den 16-typiga runraden representeras konsonanter som K och G av ᚴ-runan, T och D av ᛏ-runan samt B och P av ᛒ-runan, medan vokaler som U, Y och Ö representeras av ᚢ-runan med mera. Vissa runor kan representera både konsonanter och vokaler, såsom I, J och E av ᛁ-runan.

### Runtyper
Runorna bygger vardera på en eller flera lodräta streck, kallade stavar (jämför bokstav), eller särskilt huvudstavar, varifrån ett visst antal kortare streck, kallade kvistar eller bistavar, skjuter skott från i olika vinklar för att bilda var runa. Vissa runrader, särskilt den 16-typiga runraden, har alternativa uppsättningar med förenklade runor. Den vanligaste typen har runor med mindre och färre fogade kvistar, kallade kortkvistrunor, jämte långkvistrunor. En annan variant har runor utan stav där bara kvistarna fogats, kallade stavlösa runor.
Runor kan även variera utöver typsnitt. Vissa skiljer sig enbart smärre medan andra har tillagda eller fråntagna detaljer. Stundom förekommer även flera runor för samma stavelse, såsom ᛡ (IA) och ᛄ (J) för J-stavelsen inom vissa anglofrisiska runrader.

### Runsekvens
Runradernas sekvens varierade historiskt trots olika standardiseringar. För den 28-typiga anglofrisiska runraden följer Codex Vindobonensis 795(en) (ca 798 e.Kr.) den 24-typiga äldre runraden men lägger till fyra nya runor på slutet. Ordningen har sekvensens ᛟᛞ (O,D) trots att ᛞᛟ (D,O) är en bestyrkt sekvens i både den äldre runraden och den anglofrisiska dito. Codex Sangallensis 878(en) från 800-talet har istället ᚣ (Y) före ᛠ (ÆA).

## Ätter
Var futhark-runrad är indelad i tre så kallade ätter, det vill säga grupperingar skrivtecken utmed runraden. Ordet ätt sägs i detta sammanhang inte ha med ätt i betydelsen släkte att göra, utan ska ha kommit av ordet åtta, precis som tjog kommer av ordet tjugo, vilket hänvisar till den äldre runraden som har åtta runor per ätt. Ätterna används bland annat till lönnrunor, där var ätt ges ett nummer från 1–3, med vardera runa i ätten representerad av det nummer som sammanfaller med dess löpordning (f₁ u₂ þ₃ a₄ r₅ k₆). En runa kan därav anges av två nummer: en för dess ätt och en för dess platts i ätten.
Var ätt benämns efter den gudom som associeras med dess begynnelseruna, varvid ätten som börjar med ledet futhark kallas efter f-runan, vilket i svenskan blivit ”Frejs ätt”. Vanligen följer ”Hagalls ätt” och ”Tyrs ätt”. I sin bok Runa ABC (1611) har Johannes Bureuss lagt om den medeltida futharken så den blir 15-typig och bär 5 runor per ätt, där den 16:e runan ᛦ slopas som självständig runa och anges som en variant till runan ᚱ. Därmed blir ätterna ”Fyrs ätt”, ”Köns ätt” och ”Sols ätt”.
| Futhark       | Frejs ätt / första ätten | Frejs ätt / första ätten | Frejs ätt / första ätten | Frejs ätt / första ätten | Frejs ätt / första ätten | Frejs ätt / första ätten | Frejs ätt / första ätten | Frejs ätt / första ätten | Frejs ätt / första ätten | Hagalls ätt / andra ätten | Hagalls ätt / andra ätten | Hagalls ätt / andra ätten | Hagalls ätt / andra ätten | Hagalls ätt / andra ätten | Hagalls ätt / andra ätten | Hagalls ätt / andra ätten | Hagalls ätt / andra ätten | Hagalls ätt / andra ätten | Tyrs ätt / tredje ätten | Tyrs ätt / tredje ätten | Tyrs ätt / tredje ätten | Tyrs ätt / tredje ätten | Tyrs ätt / tredje ätten | Tyrs ätt / tredje ätten | Tyrs ätt / tredje ätten | Tyrs ätt / tredje ätten | Tyrs ätt / tredje ätten | Tyrs ätt / tredje ätten | Tyrs ätt / tredje ätten | Tyrs ätt / tredje ätten | Tyrs ätt / tredje ätten | Tyrs ätt / tredje ätten | Tyrs ätt / tredje ätten | Tyrs ätt / tredje ätten | Tyrs ätt / tredje ätten | Tyrs ätt / tredje ätten |
| ------------- | ------------------------ | ------------------------ | ------------------------ | ------------------------ | ------------------------ | ------------------------ | ------------------------ | ------------------------ | ------------------------ | ------------------------- | ------------------------- | ------------------------- | ------------------------- | ------------------------- | ------------------------- | ------------------------- | ------------------------- | ------------------------- | ----------------------- | ----------------------- | ----------------------- | ----------------------- | ----------------------- | ----------------------- | ----------------------- | ----------------------- | ----------------------- | ----------------------- | ----------------------- | ----------------------- | ----------------------- | ----------------------- | ----------------------- | ----------------------- | ----------------------- | ----------------------- |
| Äldre         | ᛫                        | ᚠ                        | ᚢ                        | ᚦ                        | ᚨ                        | ᚱ                        | ᚲ                        | ᚷ                        | ᚹ                        | ᛬                         | ᚺ                         | ᚾ                         | ᛁ                         | ᛃ                         | ᛇ                         | ᛒ                         | ᛉ                         | ᛊ                         | ⋮                       | ᛏ                       | ᛒ                       | ᛖ                       | ᛗ                       | ᛚ                       | ᛜ                       | ᛞ                       | ᛟ                       |                         |                         |                         |                         |                         |                         |                         |                         |                         |
| Anglofrisiska | ᛫                        | ᚠ                        | ᚢ                        | ᚦ                        | ᚩ                        | ᚱ                        | ᚳ                        | ᚷ                        | ᚹ                        | ᛬                         | ᚻ                         | ᚾ                         | ᛁ                         | ᛄ                         | ᛇ                         | ᛈ                         | ᛉ                         | ᚴ                         | ⋮                       | ᛏ                       | ᛒ                       | ᛖ                       | ᛗ                       | ᛚ                       | ᛝ                       | ᛞ                       | ᛟ                       | ᚪ                       | ᚫ                       | ᚣ                       | ᛠ                       | ᛡ                       | ᛠ                       | ᛣ                       | ᛥ                       | ᚸ                       |
| Yngre         | ᛫                        | ᚠ                        | ᚢ                        | ᚦ                        | ᚬ                        | ᚱ                        | ᚴ                        |                          |                          | ᛬                         | ᚼ                         | ᚾ                         | ᛁ                         | ᛅ                         | ᛋ                         |                           |                           |                           | ⋮                       | ᛏ                       | ᛒ                       | ᛘ                       | ᛚ                       | ᛦ                       |                         |                         |                         |                         |                         |                         |                         |                         |                         |                         |                         |                         |
| Ättposition   | ᛫                        | 1:1                      | 1:2                      | 1:3                      | 1:4                      | 1:5                      | 1:6                      | 1:7                      | 1:8                      | ᛬                         | 2:1                       | 2:2                       | 2:3                       | 2:4                       | 2:5                       | 2:6                       | 2:7                       | 2:8                       | ⋮                       | 3:1                     | 3:2                     | 3:3                     | 3:4                     | 3:5                     | 3:6                     | 3:7                     | 3:8                     | 3:9                     | 3:10                    | 3:11                    | 3:12                    | 3:13                    | 3:14                    | 3:15                    | 3:16                    | 3:17                    |

| Fyrs ätt / första ätten | Fyrs ätt / första ätten | Fyrs ätt / första ätten | Fyrs ätt / första ätten | Fyrs ätt / första ätten | Fyrs ätt / första ätten | Köns ätt / andra ätten | Köns ätt / andra ätten | Köns ätt / andra ätten | Köns ätt / andra ätten | Köns ätt / andra ätten | Köns ätt / andra ätten | Sols ätt / tredje ätten | Sols ätt / tredje ätten | Sols ätt / tredje ätten | Sols ätt / tredje ätten | Sols ätt / tredje ätten | Sols ätt / tredje ätten |
| ----------------------- | ----------------------- | ----------------------- | ----------------------- | ----------------------- | ----------------------- | ---------------------- | ---------------------- | ---------------------- | ---------------------- | ---------------------- | ---------------------- | ----------------------- | ----------------------- | ----------------------- | ----------------------- | ----------------------- | ----------------------- |
| ᛫                       | ᚠ                       | ᚢ                       | ᚦ                       | ᚬ                       | ᚱ                       | ᛬                      | ᚴ                      | ᚼ                      | ᚾ                      | ᛁ                      | ᛅ                      | ⋮                       | ᛋ                       | ᛏ                       | ᛒ                       | ᛚ                       | ᛘ                       |
| ᛫                       | 1:1                     | 1:2                     | 1:3                     | 1:4                     | 1:5                     | ᛬                      | 2:1                    | 2:2                    | 2:3                    | 2:4                    | 2:5                    | ⋮                       | 3:1                     | 3:2                     | 3:3                     | 3:4                     | 3:5                     |

Ätter dyker upp redan på folkvandringstiden och återfinns på flertalet brakteater, såsom Vadstenabrakteaten och Grumpanbrakteaten. Senare exempel är den brittiska fragmentsamlingen Cotton Domitian A. IX med anglosaxiska runraden och den isländska skriften ÍB 299 4to från 1764 med den medeltida runraden utlagd efter den yngre 16-typiga dito.

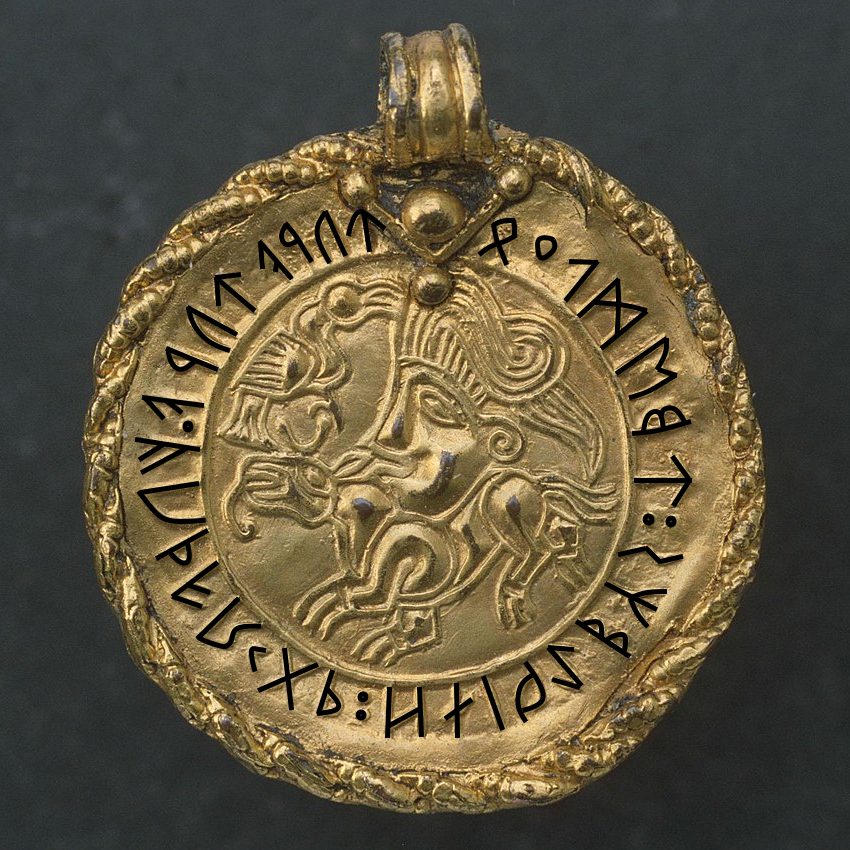
Vadstenabrakteaten, äldre runraden: ᚠᚢᚦᚨᚱᚲᚷᚹ ᛬ ᚺᚾᛁᛃᛇᛒᛉᛊ ᛬ ᛏᛒᛖᛗᛚᛜᛟ(ᛞ)
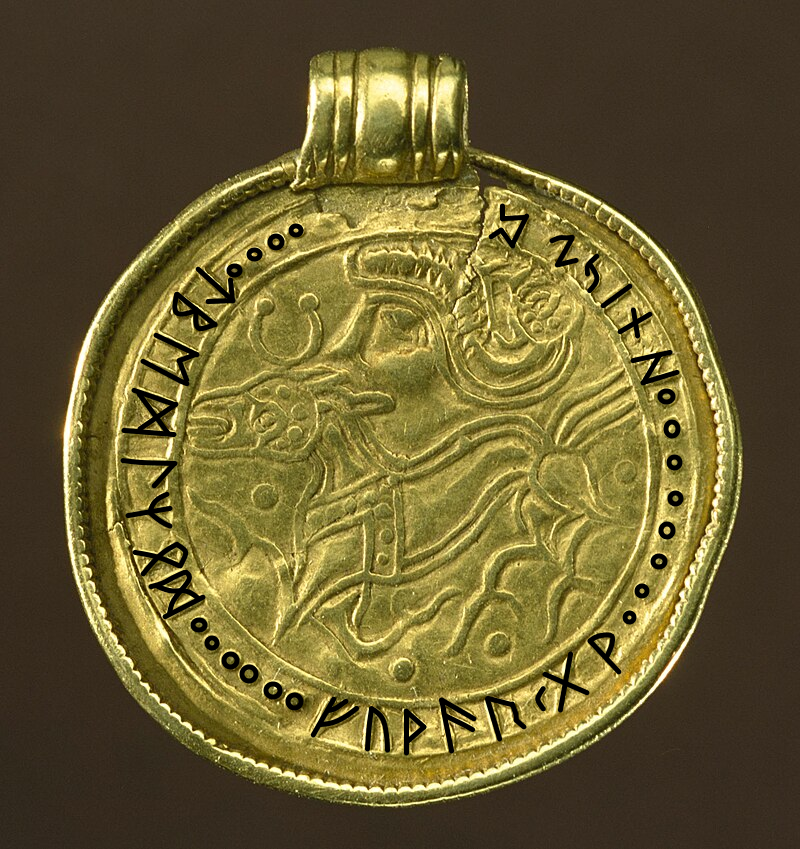
Grumpanbrakteaten, äldre runraden: ᛫᛫᛫᛫ᛏᛒᛖᛗᛚᛉᛟᛞ᛫᛫᛫᛫᛫᛫ᚠᚢᚦᚨᚱᚲᚷᚹ᛫᛫᛫᛫᛫᛫᛫᛫ᚺᚾᛁᛃᛇᛈ
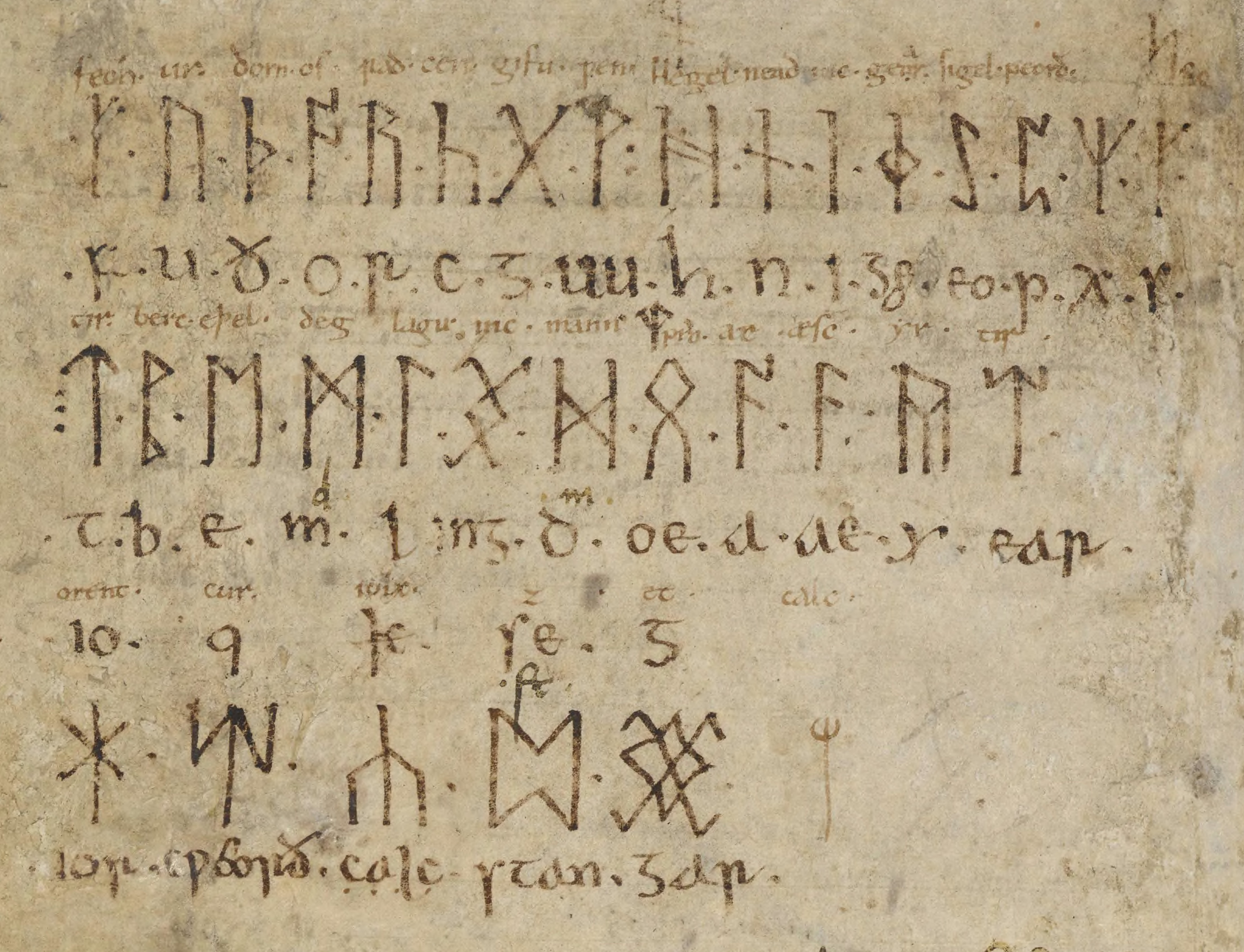
Cotton Domitian A. IX, anglosaxiska runraden: ᛫ ᚠᚢᚦᚩᚱᚳᚷᚹ ᛬ ᚻᚾᛁᛄᛇᛈᛉᚴ ⋮ ᛏᛒᛖᛗᛚᛝᛞᛟᚪᚫᚣᛠ ᛡᛠᛣᛥᚸ
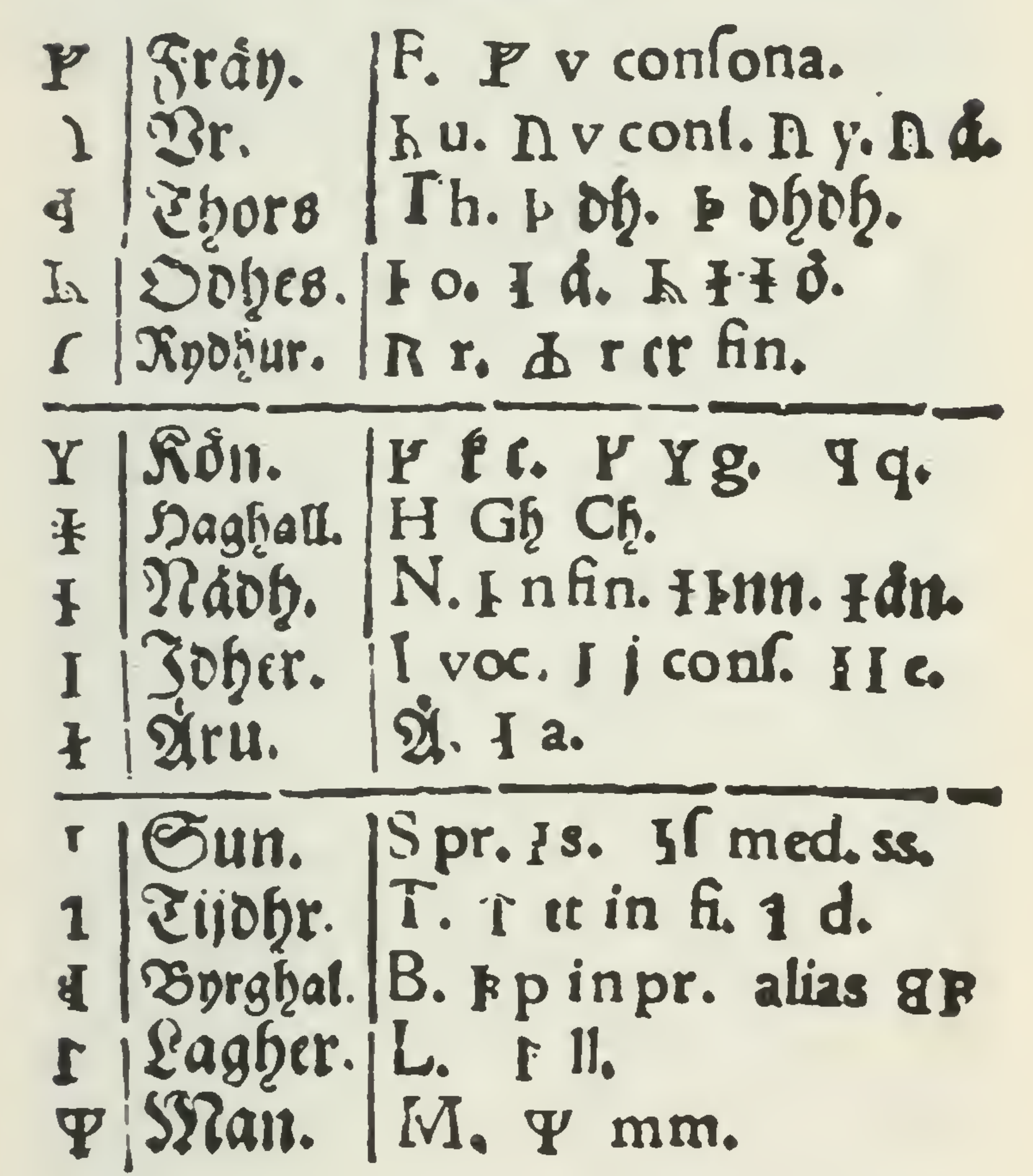
Buerus 15-typiga futhark i Runa ABC (1611) med ätter om 5 runor.

## Uppkomst

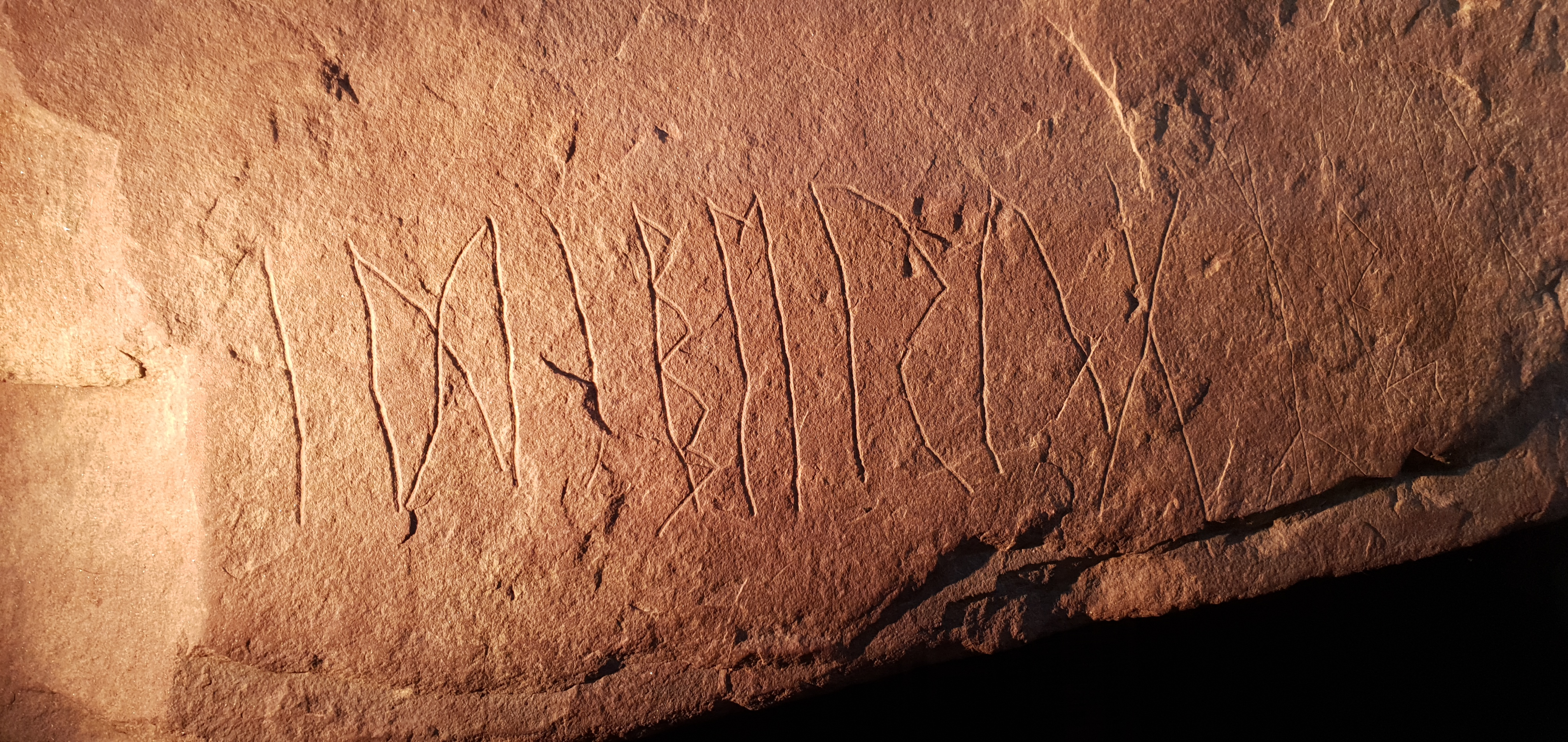
Svingerudsstenen, en runristad sten från de första två århundradena (25–250 e.Kr.) det hittills äldsta fyndet av futhark.

Runorna, och rimligtvis även futharkuppsättningen, skapades troligen kring Jesu födelse (tidigare uppskattat till de två första århundradena efter Kristus) och har troligen påverkats av både det romerska och det grekiska alfabetet. Det finns en mängd olika teorier kring runornas uppkomst, och någon absolut säker teori är antagligen svår att fastställa. Vad man vet är att runorna fanns bland alla germanstammar runt Nordsjön och Östersjön under århundradet efter Kristi födelse. Uppkomsten tycks vara starkt knuten till den ökade kontakt som germanerna hade med Romarriket runt år 1 och den folkvandringsperiod som följde. De äldsta runfynden har daterats till ungefär 150 till 200. med Svingerudsstenen daterad till 25–250 e.Kr.

## Bruk

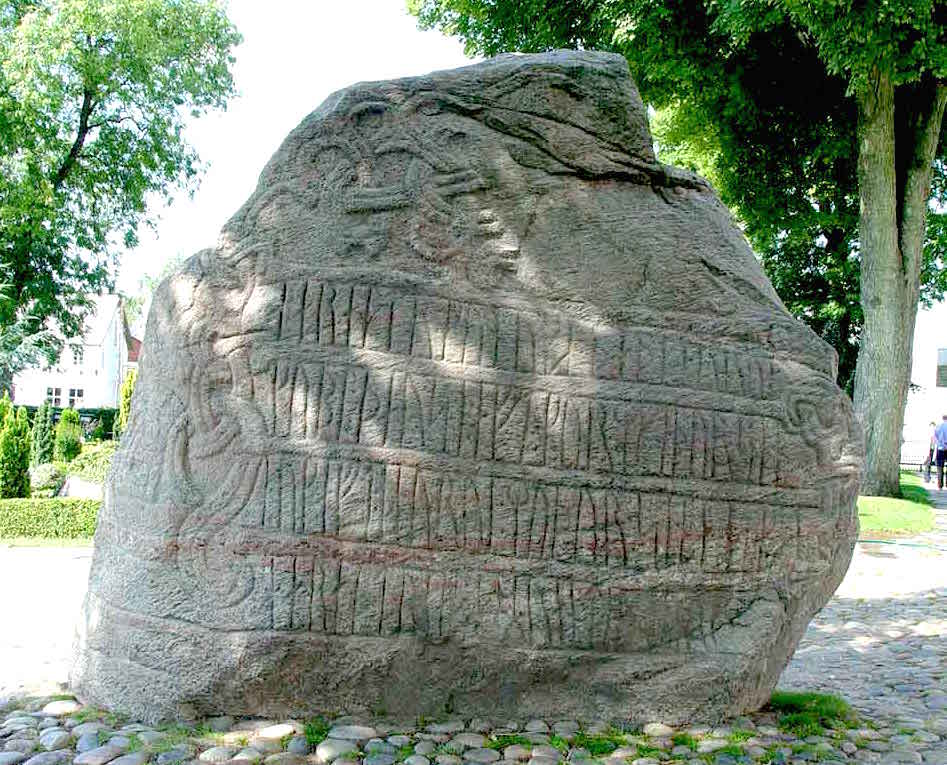
Jellingestenen, rest av Harald Blåtand.

Runors historiska bruk är någorlunda dunkelt, främst på grund av få fynd under längre tidsperioder och därtill främst fynd av kort karaktär. Runor verkar främst ha använts för korta meddelanden eller stundom ristade trollformler med mera och därtill även ofta hemliga meddelanden. Den etymologiska roten för runor betyder just hemlighet och därtill.
Runristningar har hittats i hela Norden och på många ställen över hela Europa, från de brittiska öarna och Grönland i västerled till Svarta havet och Finland i österled. Överallt där nordbor och vikingar färdades, drev handel eller bosatte sig kan man finna efterlämningar om runristning. Graffiti med runor finns även ristat i Hagia Sofia, så kallat Hagia Sofias runinskrifter, samt på Pireuslejonet från Aten, idag beläget i Venedig.
Runor ristades på minnesmärken såsom bautastenar, på personliga ting såsom verktyg, smycken, skrin och vapen samt på disponibelt materiel såsom skinn, träbitar och vaxtavlor, bland annat som brev.

### Skrivriktning

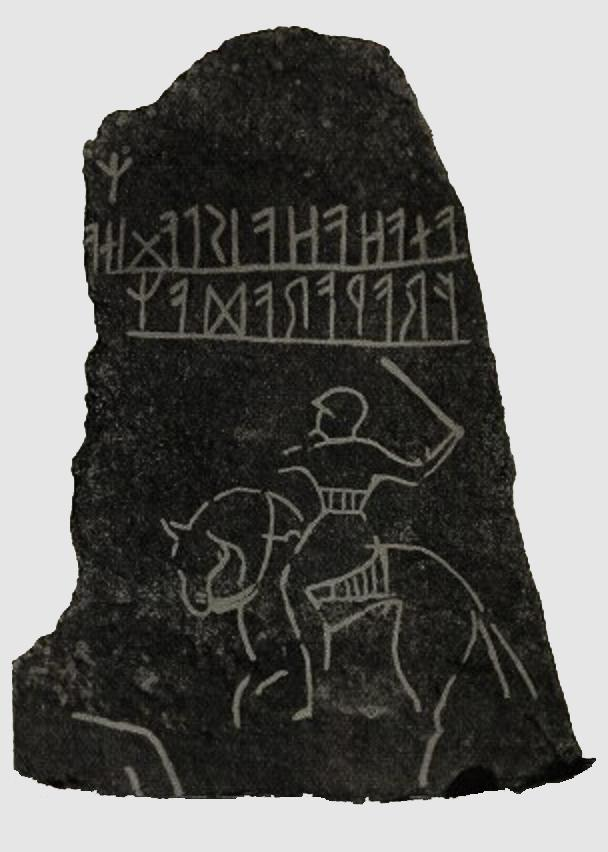
Möjbrostenen (ca 400–550 e.Kr.), ristad från höger och uppåt med skriften ᚠᚱᚨᚹᚨᚱᚨᛞᚨᛉ ᚨᚾᚨᚺᚨᚺᚨᛁᛊᛚᚨᚷᛁᚾᚨ ᛉ (Frawaradaʀ anahahaislagina ʀ, omtvistad betydelse).

Tidsenliga futharkskrifter överlever främst på minnesmärken i sten, så kallade runstenar, eftersom dessa inte förmultnar eller rostar sönder med tiden etc. Den äldre futharken skrevs främst från höger till vänster, vilket skulle antyda ett ursprung ur stenskrift. Flera av världens tidigaste skriftspråk ristades i sten från höger till vänster, vilket har kopplats till att högerhänta med hammare och mejsel föredrar att rista från höger håll. Undantag från detta förekommer, då främst hos träfynd. Ett exempel är Stenmaglefyndet från senromersk järnålder (ca 160–375 e.Kr.), en runristad träask där runorna ristats från höger uppochner och därmed läses från vänster om rättvänd. Askens lockhandtag blockerar lådan från att placeras nedvänd på en flat yta, varav texten vardagligen bör ha lästs uppochner från höger. Andra avvikande exempel har runtexten rättvänd från vänster till höger, särskilt träfynd och vissa fynd av mjukare metall, vilket skulle indikera att runor snittade eller ristade med kniv i högerhanden skrevs från vänster till höger. Ytterligare exempel är Möjbrostenen från folkvandringstiden, vars runrad läses från höger men antas börja från bottenraden, det vill säga att den läses från ner och upp. Även exempel av plogskrift förekom, det vill säga att varannan rad byter håll. Skrivriktningen verkar därför inte ha varit fastställd från början och texten kunde börja från vilket håll som helst. Läsriktning bestämdes av kvistarna på ᚠ-, ᚦ-, ᚨ-, ᚱ-, ᚹ-, ᛒ- och ᛚ-runorna (f, þ, a, r, w, b, l).

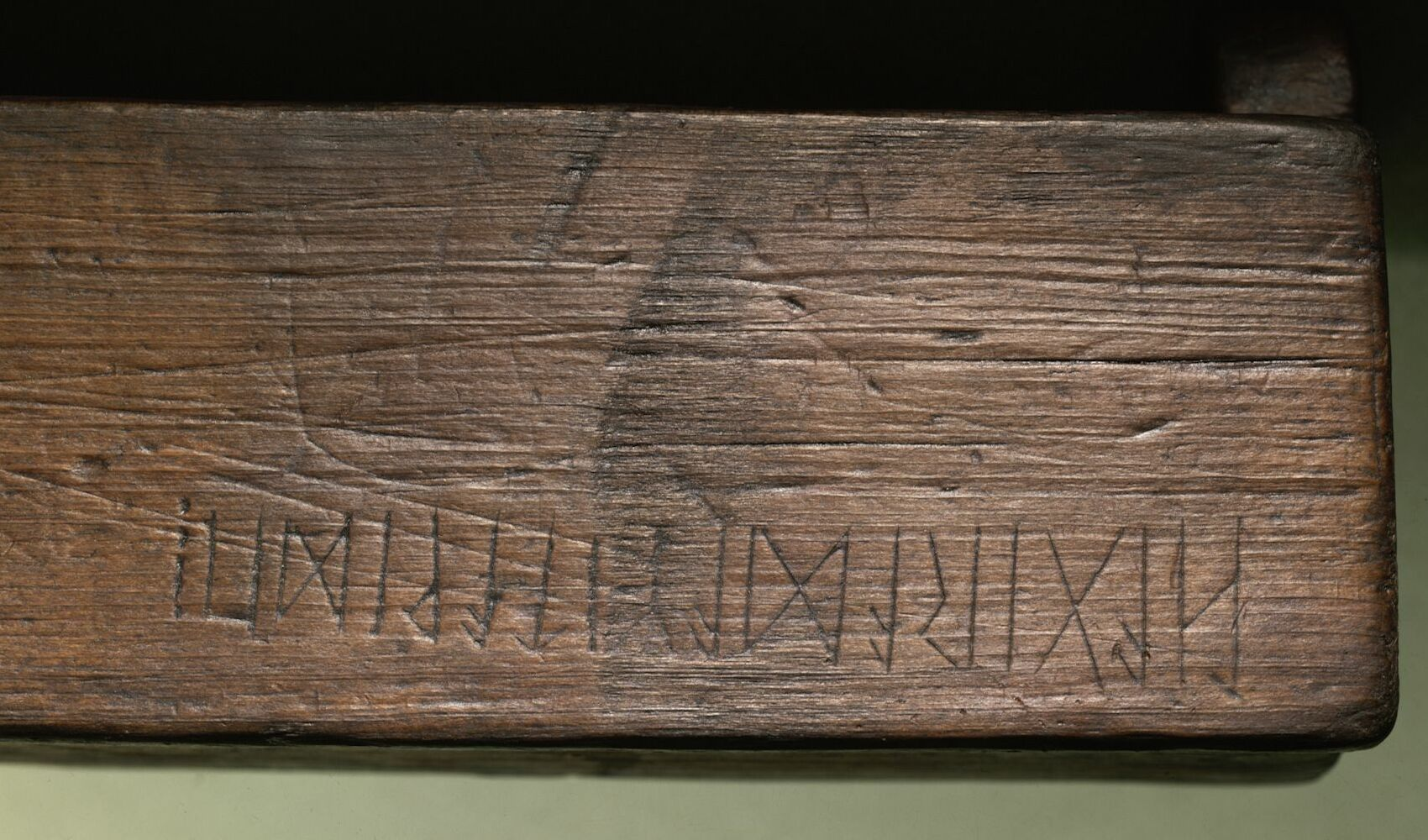
Stenmaglefyndet, en träask från Själland (ca 160–375 e.Kr.), från höger snittad med uppochnervända runinskriften ᚺᚨᚷᛁᚱᚨᛞᚨᛉᛏᚨᚹᛁᛞᛖ (Hagirādaʀitawidē, möjligen "Hagråd gjorde").
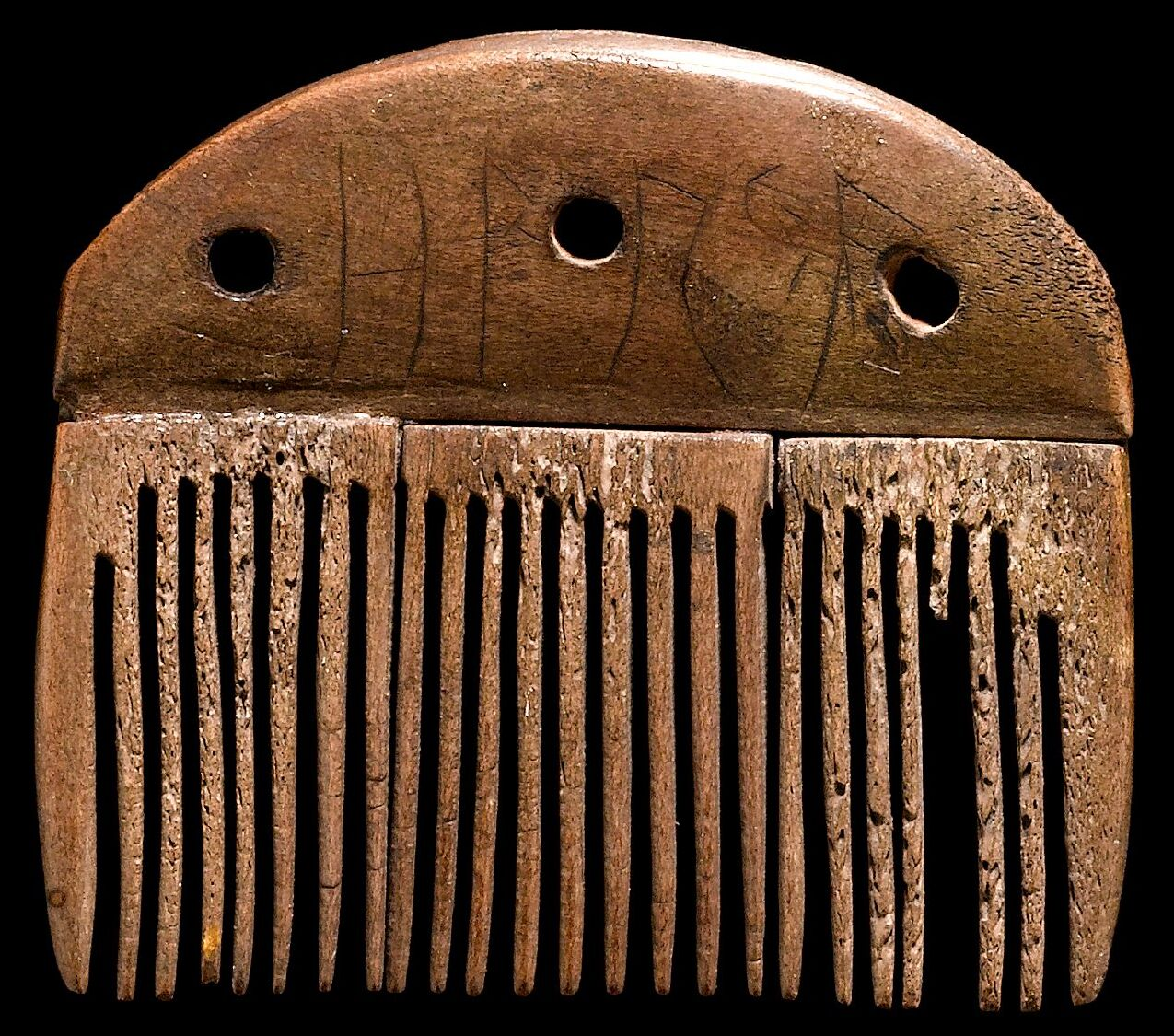
Hornkamm från danska Vimose(da) (ca 160 e.Kr.), från vänster ristad med runinskriften ᚺᚨᚱᛃᚨ (Harja, möjligen "hårje/hårförare").
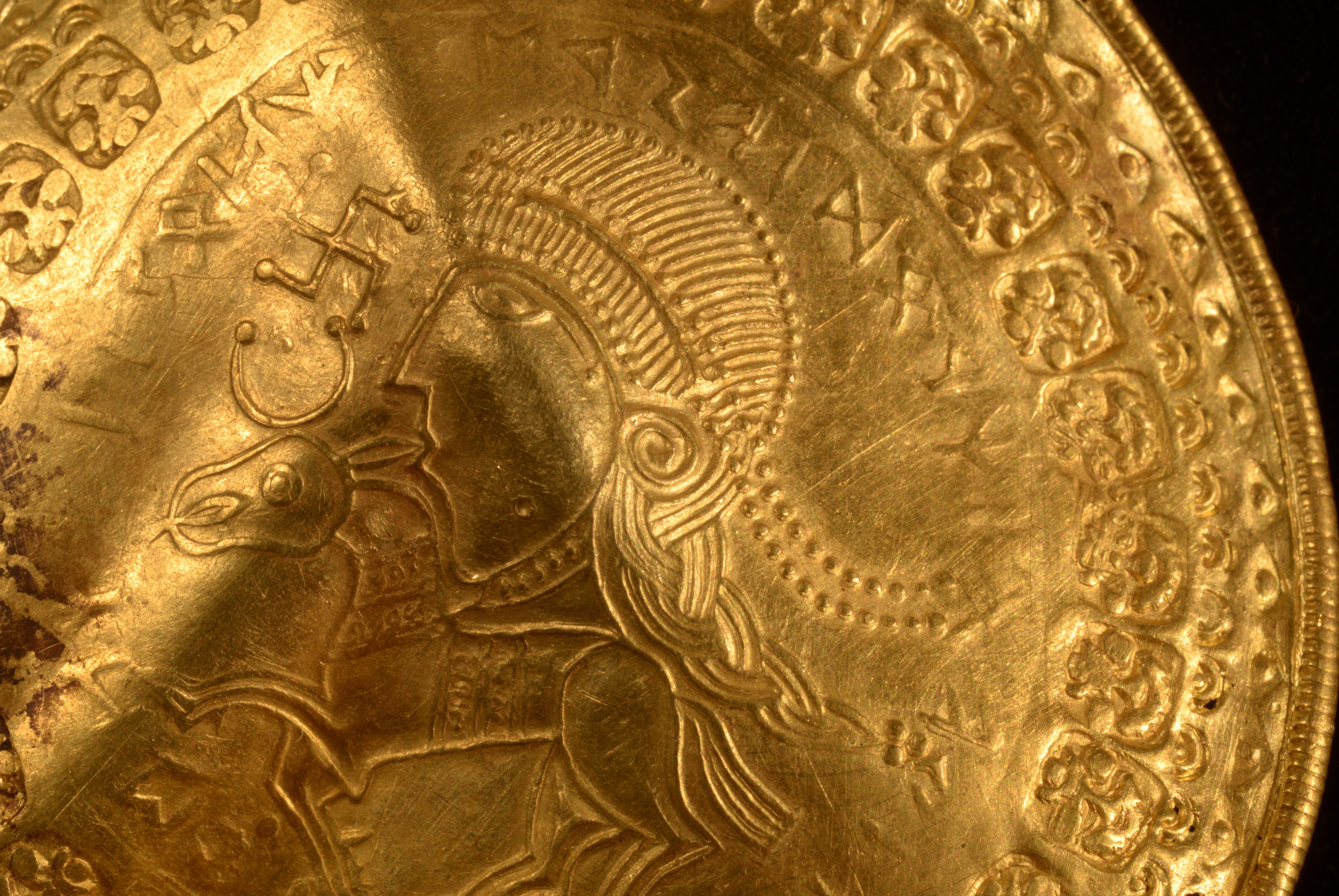
Guldmedaljong från Vindelevskatten (400-talet e.Kr.), från höger delvis ristad med runinskriften ᛉᛁᚹᛟᛞᚾᚨᛊᚹᛖ[ᚱ]ᚨᛉ (iswodnaswe[r]aʀ, möjligen "är Odens man").

När skriftspråk senare i tiden gick över till att använda lertavlor, griffeltavlor och vaxtavlor har skriften i flera fall lagts om från vänster till höger. Detta för att minska risken att högerhänta, med pennan i höger hand, ska sudda ut skriften med underhanden allteftersom texten skrivs. Samma skifte återfinns i futharken, då den yngre futharken (tillkommen mellan 500- och 700-talet) helt skrivs från vänster till höger. Detta antyder att futharken moderniserats för skrift på bland annat vaxtavlor och papper, men möjligen även för att sammanfalla med spridningen av latinsk skrift. Båda fallen antyder en ökad mängd läs- och skrivkunniga och ett större behov av skrift i vardagen.

### Disponibel skrift

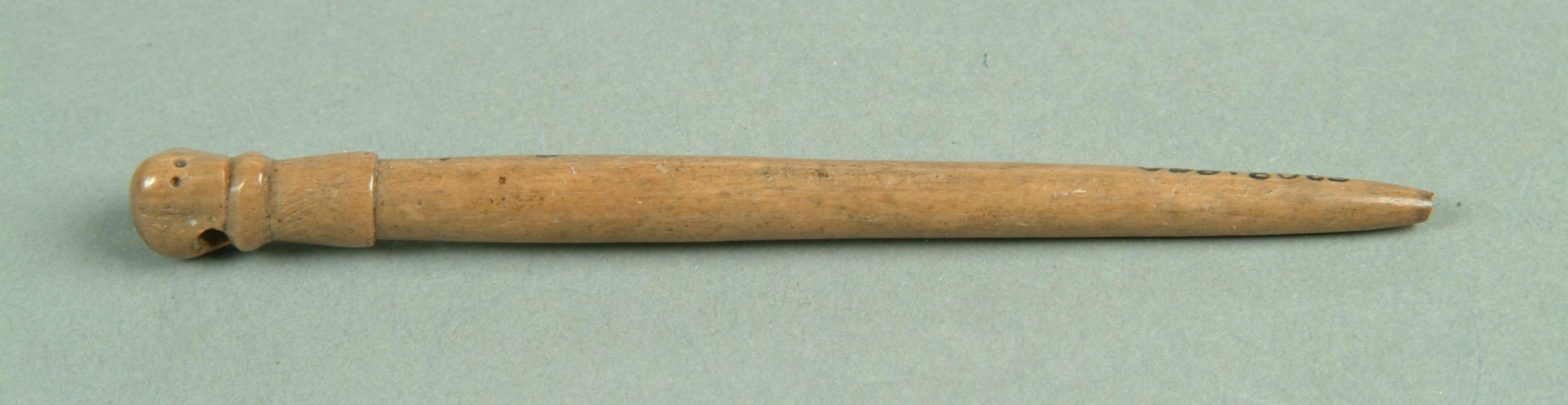
Vikingatida stylus för skrift på vaxtavla funnen i Birka, prydd av en dödskalle i eftre ände.

Den yxiga naturen hos futharkrunor uppvisar samma angulära raka linjer som återfinns hos bokstäverna i det klassisk grekiska alfabetet, vilket är en anpassning för snabb ristning med penna i ler- och vaxtavlor eller snittande med kniv i trä och dylikt, det vill säga disponibel skrift såsom anteckningar och brev. Nordbor bedrev handel med medelhavskulturerna redan under tidig järnålder eller ännu tidigare och bör ha kommit i kontakt med både ler- och vaxtavlor under tidigt skede. Pennor avsedda för att skriva på vaxtavlor, så kallade stylusar, har hittats i garnisonen på Birka och antyder att Birkakrigarna var skrivkunniga på hög bildningsnivå och hade fjärran internationella kontakter. Enligt arkeologen Charlotte Hedenstierna-Jonson bokfördes sannolikt krigsbyten ifrån plundringståg och hur detta skulle delas upp.
Ett annat disponibelt medel för runristning tordes vara näverdokument. Fynd av dokumenttypen har hittats i Östeuropa runt de områden vikingar verkade under vikingatiden, särskilt kring Novgorod, vilket grundades i Skandinavisk närvaro som Holmgård (fornnordiska: Hólmgarðr), men då daterade till högmedeltiden och senare. Tillsvidare har inget exempel med bekräftad runskrift hittats men troligheten att futhark brukats med näverdokument är ganska rimligt med tanke på den praktiska tillgången i norden och det allmänna bruket av näver till andra ting. Chansen att näverdokument med futharkskrift skulle dyka upp i Nordeuropa är dock mycket låg. Utbredningen av åkerplöjningen på gammal mark och barrskogarnas försurning av marken gör att växtbaserade artefakter av trä och näver har låga chanser att bevaras i naturen.

### Runstenar

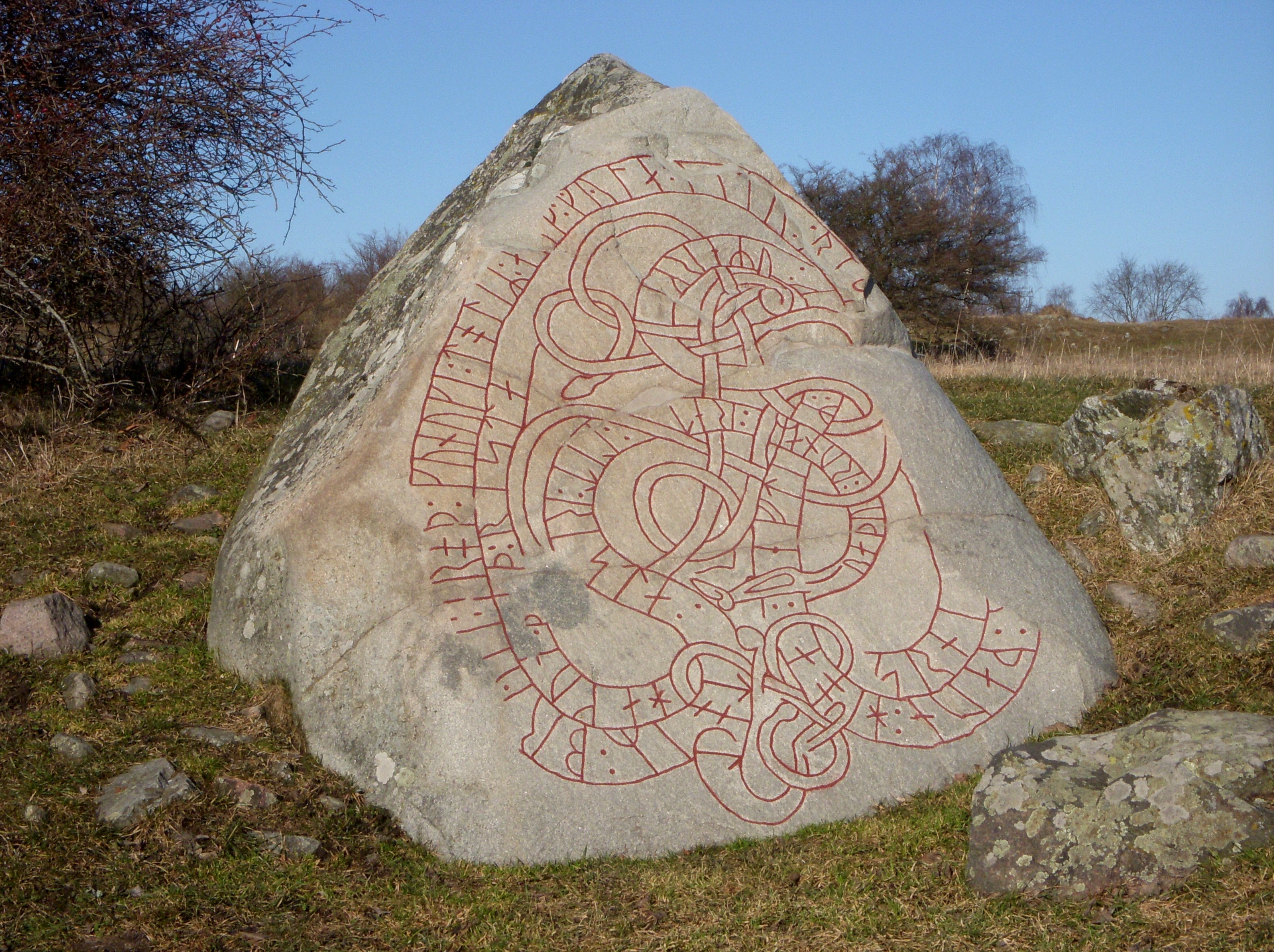
Hovgårdsstenen (ca 1000 e.Kr.) med en rundrake ristad.

Utöver träsnitt och ritande brukades runor mycket inom stenskrift, särskilt under vikingatiden på minnesmärken. Ristade stenar med runskrift kallas runstenar och förekommer främst som resta bautastenar men ibland även som hällristningar. På runstenar, särskilt med den yngre runraden, finns flera runor som bortser från den angulära naturen och istället utformas med kurvade kvistar, något som onekligen inte passar träsnitt. I vikingatida runstenstradition är runinskriften ofta inramad i en så kallad runslinga, en slingrande siluett som ofta går längs stenens kant eller dylikt. Slingor är ofta dekorerade som ormar eller drakar, kallade rundjur, men bär inte alltid runor. Slingor som bär runor kallas runbärare.
Runstenar som agerar historisk minnesmärke brukar vara tungt utsmyckade med ikonologisk ornamentik, särskilt nordisk djurornamentik, ofta utan direkt koppling till själva runskriften, vilken vanligen bara berättar vem eller vilka som rest stenen och åt vem eller vilka den är rest åt och varför; exempelvis: Erik reste denna stenen åt sin balle broder Sven som stupat i strid utomlands. Vid sidan om runslingan står ofta vem som ristat stenen, ofta något i stil med: Runare: (namn). Stenar som inte bär minnesskrifter är ofta tomma från ornamentik, såsom den världskända Rökstenen, vilken har en dunkel skrift om sagokungar och förlorad nordisk mytologi. Tidiga runstenar saknar också utbredd ornamentik och har istället ofta runorna enkelt radade utan någon ordentlig slinga. Tidiga exempel med ornamentik är till exempel Möjbrostenen från folkvandringstiden, vilken har två vågräta runrader ovan en enkel men unik avbildning av en ryttare och två hundar.

## 24-typiga futharken / äldre samgermanska runraden

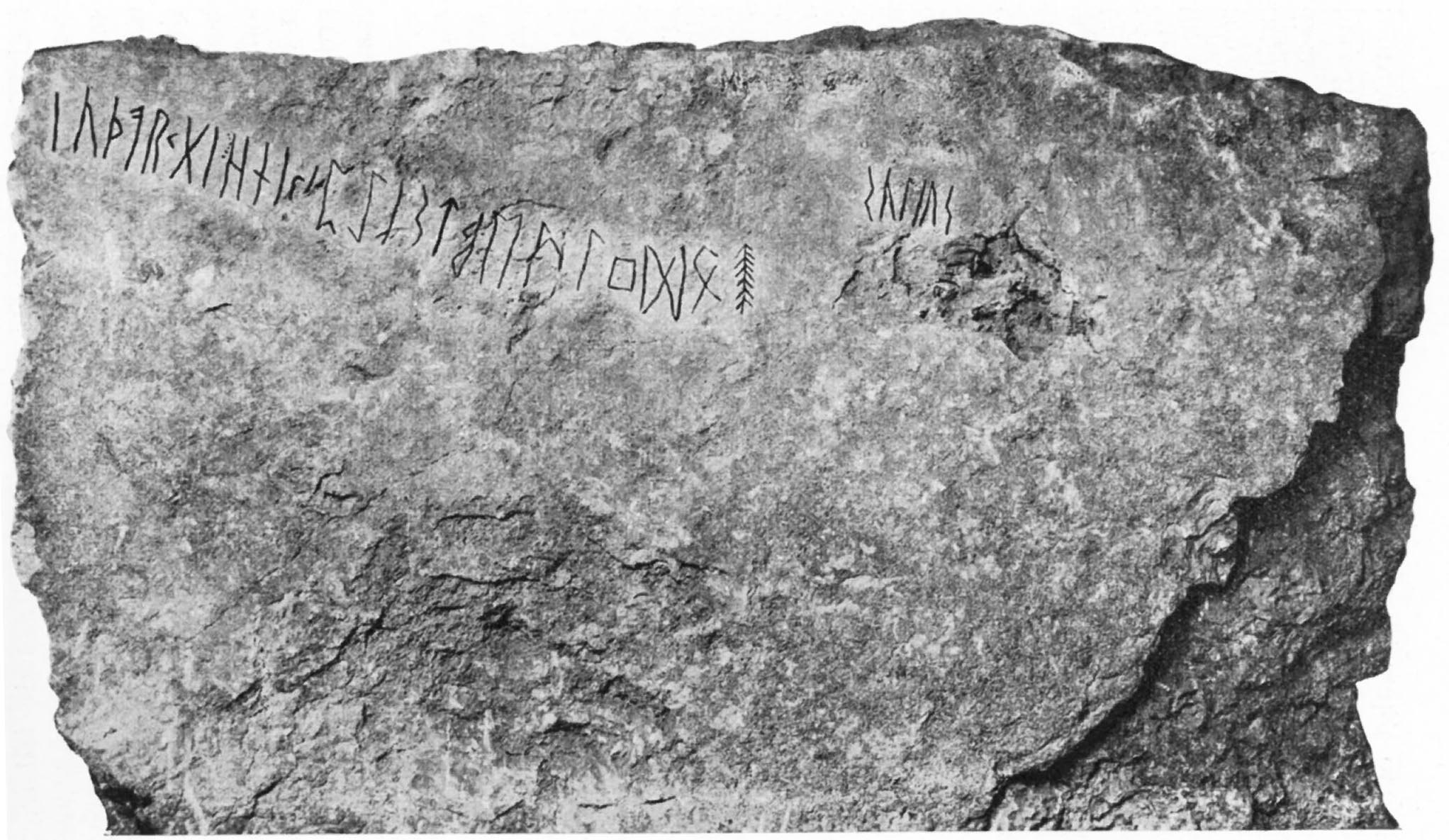
Kylverstenen, en runristad gravhäll från 400-talet med hela runraden för äldre futhark utskrivet.

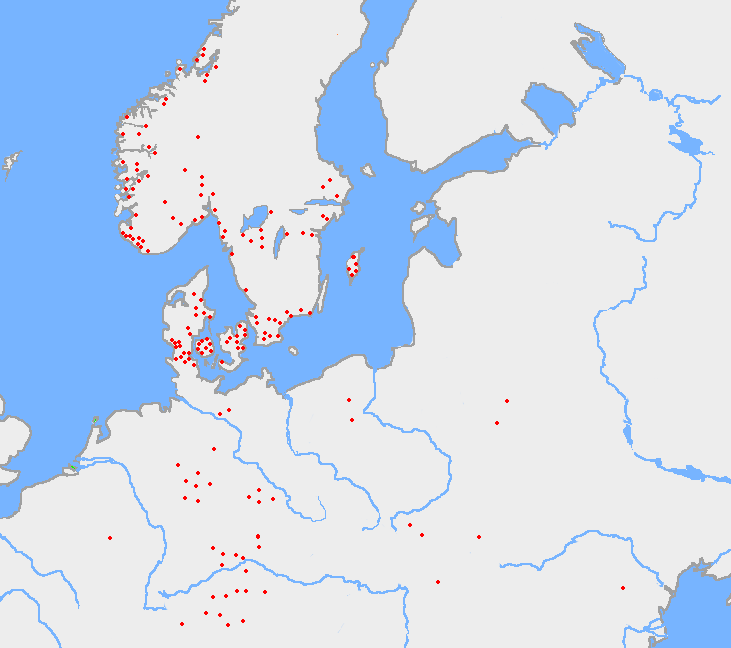
Karta över runfynd med den äldre runraden runor.

24-typiga runraden eller äldre runraden (äldre futhark), även kallad samgermanska runraden, urgermanska runraden eller urnordiska runraden, är den äldsta kända runraden och består av 24 runor. Typen var i bruk redan under första seklet efter Kristus och förekom hos alla germanfolk.
Den 24-typiga runraden har tre ätter med åtta runor i varje: Frejs ätt, Hagals ätt och Tyrs ätt efter ätternas begynnelseruna.
| Frejs ätt | Frejs ätt | Frejs ätt | Frejs ätt | Frejs ätt | Frejs ätt | Frejs ätt | Frejs ätt | Hagals ätt | Hagals ätt | Hagals ätt | Hagals ätt | Hagals ätt | Hagals ätt | Hagals ätt | Hagals ätt | Hagals ätt | Tyrs ätt | Tyrs ätt | Tyrs ätt | Tyrs ätt | Tyrs ätt | Tyrs ätt | Tyrs ätt | Tyrs ätt | Tyrs ätt |
| --------- | --------- | --------- | --------- | --------- | --------- | --------- | --------- | ---------- | ---------- | ---------- | ---------- | ---------- | ---------- | ---------- | ---------- | ---------- | -------- | -------- | -------- | -------- | -------- | -------- | -------- | -------- | -------- |
| ᚠ         | ᚢ         | ᚦ         | ᚨ         | ᚱ         | ᚲ         | ᚷ         | ᚹ         | ᛬          | ᚺ          | ᚾ          | ᛁ          | ᛃ          | ᛇ          | ᛈ          | ᛉ          | ᛊ          | ᛬        | ᛏ        | ᛒ        | ᛖ        | ᛗ        | ᛚ        | ᛜ        | ᛞ        | ᛟ        |
| f         | u y       | þ ð       | a ã       | r         | k         | g         | w v       |            | h          | n          | i          | j          | ï é        | p          | z ʀ        | s          |          | t        | b        | e ä      | m        | l        | ŋ ng     | d ð      | o å ö    |

Världens äldsta runsten hittades 2021 vid Tyrifjorden i Norge, sedermera kallad Svingerudsstenen, daterad till mellan år 1 och år 250, som inkluderade de tre första bokstäverna i den äldre futharken. I Sverige har man funnit i princip fullständiga urgermanska runrader på Kylverstenen från Gotland (ca. 400), Vadstenabrakteaten från Östergötland (ca. 450–550), Mariedammbrakteaten från Närke (ca. 450–550) och Grumpanbrakteaten från Västergötland (ca. 500). I Danmark finns ofullständiga runrader på Lindkærbrakteaten (400–650), Gudmebrakteaten (400–650) och eventuellt även på den odaterade Roskildebrakteaten funnen 1997. På kontinenten finns fyra kända, dock ofullständiga, återgivanden av den urgermanska runraden: Aquincumspännet i Budapest i Ungern (ca. 500), Charnayspännet i Frankrike (ca. 520–570), Brezapelaren i Bosnien (ca. 550), Beuchtespännet i Niedersachsen (ca. 560–590). 
Man känner till drygt 300 inskrifter som använder denna runrad, varav de flesta är från södra Skandinavien. Fynden är i allmänhet svårtolkade. Genom Kylverstenens och Vadstenabrakteatens runrader kunde runologerna återskapa runornas inbördes ordning och dela in runraden i ätter.

## 28-typiga futharken / anglofrisiska runraden (futhorcen)
28-typiga runraden (senare 33-typiga runraden), även kallad anglofrisiska runraden eller anglosaxiska runraden samt futhorc, utvecklades från den äldre samgermanska 24-typiga runraden genom att antalet runor utökades och har i sin äldsta utformning 28–29 runor, senare 33–34 runor i en expanderad runrad.
| 24-typig (äldre futhark) | 24-typig (äldre futhark) | 24-typig (äldre futhark) | 24-typig (äldre futhark) | 24-typig (äldre futhark) | 24-typig (äldre futhark) | 24-typig (äldre futhark) | 24-typig (äldre futhark) | 24-typig (äldre futhark) | 24-typig (äldre futhark) | 24-typig (äldre futhark) | 24-typig (äldre futhark) | 24-typig (äldre futhark) | 24-typig (äldre futhark) | 24-typig (äldre futhark) | 24-typig (äldre futhark) | 24-typig (äldre futhark) | 24-typig (äldre futhark) | 24-typig (äldre futhark) | 24-typig (äldre futhark) | 24-typig (äldre futhark) | 24-typig (äldre futhark) | 24-typig (äldre futhark) | 24-typig (äldre futhark) |  | 28-typig | 28-typig | 28-typig | 28-typig |  | 33-typig | 33-typig | 33-typig | 33-typig | 33-typig |  | n/a       |
| ᚠ                        | ᚢ                        | ᚦ                        | ᚩ                        | ᚱ                        | ᚳ                        | ᚷ                        | ᚹ                        | ᚻ                        | ᚾ                        | ᛁ                        | ᛄ                        | ᛇ                        | ᛈ                        | ᛉ                        | ᛋ                        | ᛏ                        | ᛒ                        | ᛖ                        | ᛗ                        | ᛚ                        | ᛝ                        | ᛞ                        | ᛟ                        |  | ᚪ        | ᚫ        | ᚣ        | ᛠ        |  | ᛡ        | ᚸ        | ᛣ        | ᛢ        | ᛥ        |  | ᛤ         |
| f                        | u o                      | þ ð                      | o å ö                    | r                        | c k sj tj                | ȝ g ng k                 | w v                      | h                        | n                        | i                        | j                        | ï é ēo                   | p                        | x                        | s                        | t                        | b                        | e ä                      | m                        | l                        | ŋ ng                     | d                        | œ oe ōe                  |  | a        | æ y      | y        | ea æa    |  | īe īo    | ḡ        | k        | q        | st       |  | ck kk k̄ c̄ |

Den anglofrisiska runraden ansågs enligt brittiska historiken Raymond Ian Page (1924–2012) vara från 400-talet. Page menar att den spreds med anglerna och saxare till England. Brittiske arkeologen David N. Parsons har däremot argumenterat för en sen reform i England under 600-talet. Inskrifter med denna runrad finns bland annat på Themsensvärdet (Thames scramasax), Codex Vindobonensis 795 och Cotton MS Otho B (†).

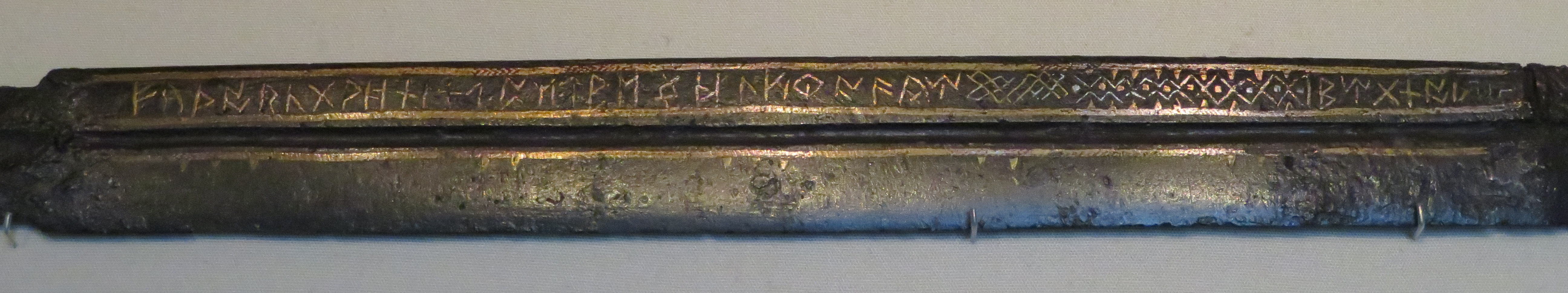
Hela 28-typiga anglofrisiska runraden inlagd på Themsensvärdet.
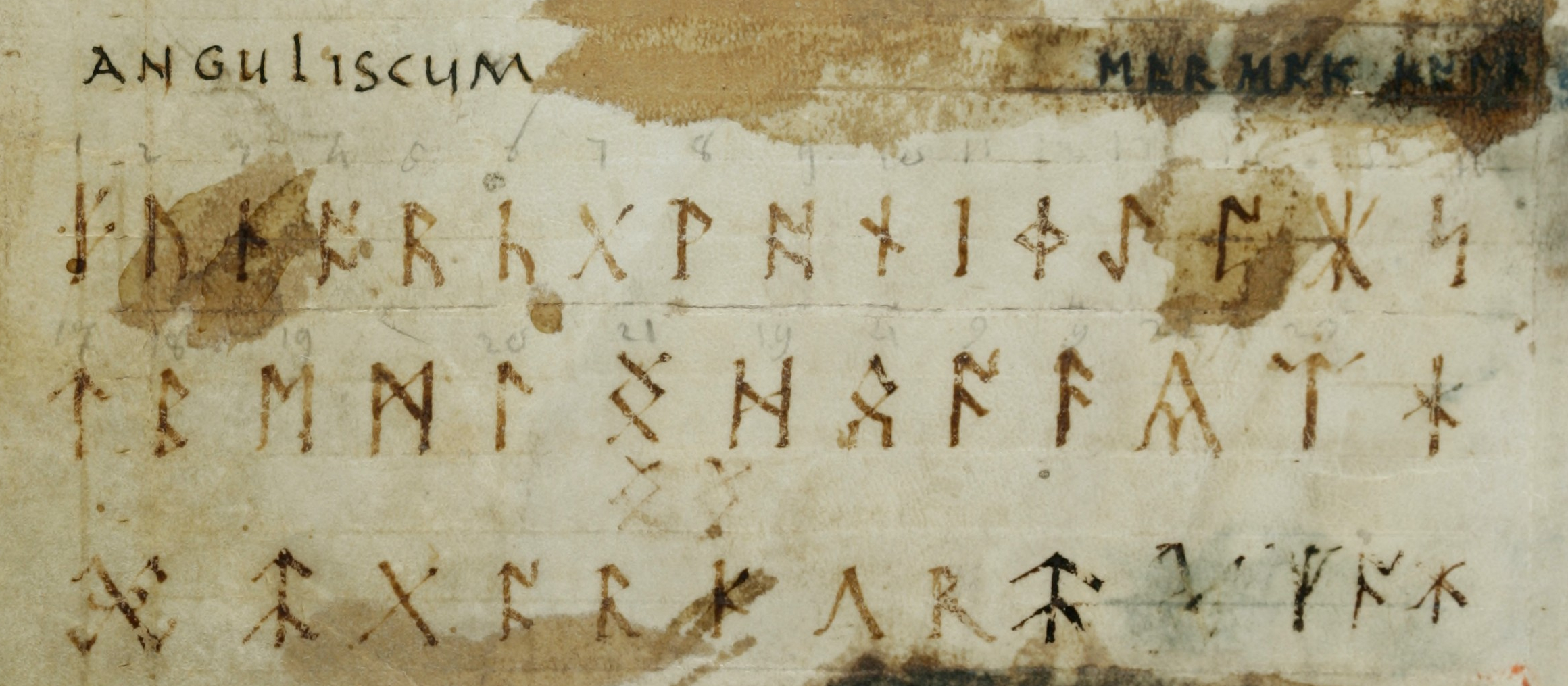
Abecedarium anguliscum i Codex Sangallensis 878(en) (800-tal).

## 16-typiga futharken / yngre nordiska runraden

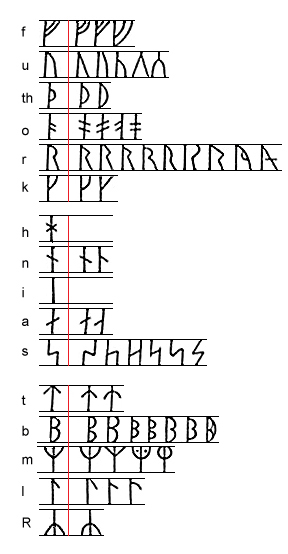
Variationer av runorna i den yngre runraden.

16-typiga runraden eller yngre runraden (yngre futhark), även kallad nordiska runraden, utvecklades från den äldre samgermanska 24-typiga runraden genom att antalet runor minskades och har i sin traditionella utformning 16 runor.

Stavlös runrad. Stavlösa runor standardiserades aldrig och är därav ej tillgängliga i unicode.

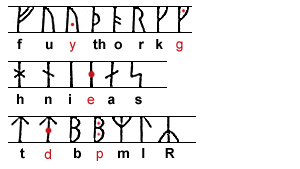
Runrad med stungna runor.

Olika varianter med olika utformning av runtecknen förekommer, där de två viktigaste i Norden kallas långkvistrunor och kortkvistrunor, även normalrunor och danska runor för den tidigare och svensk–norska runor för den senare, vilka främst skiljer sig i antalet fogade kvistar. En extrem variant är stavlösa runor, tidigare även kallade hälsingerunor, där huvudstavarna är bortrationaliserade, varpå skriften består av streck och punkter med olika lutning, längd och höjdplacering. En sen variant är stungna runor – runor med insatt prick – som anger runors separata ljudvärde.
| 1:a ätten | 1:a ätten   | 1:a ätten | 1:a ätten | 1:a ätten | 1:a ätten | 2:a ätten | 2:a ätten | 2:a ätten | 2:a ätten | 2:a ätten | 2:a ätten | 3:e ätten | 3:e ätten | 3:e ätten | 3:e ätten | 3:e ätten | 3:e ätten |  |                |
| ᚠ         | ᚢ           | ᚦ         | ᚬ         | ᚱ         | ᚴ         | ᛬         | ᚼ         | ᚾ         | ᛁ         | ᛅ         | ᛋ         | ᛬         | ᛏ         | ᛒ         | ᛘ         | ᛚ         | ᛦ         |  | långkvistrunor |
|           |             |           | ᚭ         |           |           |           | ᚽ         | ᚿ         |           | ᛆ         | ᛌ         |           | ᛐ         | ᛓ         | ᛙ         |           | ᛧ         |  | kortkvistrunor |
| f         | u y/ö o v/w | þ ð       | ą å/o     | r         | k g ng    |           | h         | n         | i j e     | a ä       | s z       |           | t d       | b p       | m         | l         | ʀ         |  |                |

| 1:a ätten | 1:a ätten | 1:a ätten | 1:a ätten | 1:a ätten | 1:a ätten | 2:a ätten | 2:a ätten | 2:a ätten | 2:a ätten | 2:a ätten | 2:a ätten | 3:e ätten | 3:e ätten | 3:e ätten | 3:e ätten | 3:e ätten | 3:e ätten |  |                |
| ᚠ         | ᚢ         | ᚦ         | ᚬ         | ᚱ         | ᚴ         | ᛬         | ᚼ         | ᚾ         | ᛁ         | ᛅ         | ᛋ         | ᛬         | ᛐ         | ᛒ         | ᛘ         | ᛚ         | ᛦ         |  | ostungna runor |
| f         | u o w     | þ         | o å       | r         | k         |           | h         | n         | i j       | a ä       | s z       |           | t         | b         | m         | l         | y ʀ       |  |                |
| ᚡ         | ᚤ         | ᚧ         |           |           | ᚵ         |           |           | ᛀ         | ᛂ         |           |           |           | ᛑ         | ᛔ         |           | ᛛ         |           |  | stungna runor  |
| v         | y ö       | ð         |           |           | g ng      |           |           | ɴ         | e ä       |           |           |           | d         | p         |           | ʟ         |           |  |                |

Runraden framkom under 700-talet som ett resultat av språkets påtagliga förändring i Norden under 500-talet till 800-talet. Från att ha varit ett ålderdomligt germanskt språk som i dag är relativt svårt för oss att förstå, uppstod nu fornnordiskan, ett samnordiskt språk med kortare (inte allt för sällan sammandragna) ord och förändrade vokaler. Den äldre runraden blev allt svårare att använda till de nya ljuden och lösningen blev att förenkla runraden så att en runa kunde täcka flera ljud. Omkring år 800 hade dessa förändringar lett fram till den "yngre runraden", som var den runrad som användes under vikingatiden. Det äldsta fyndet med den yngre runraden anses bland annat vara skallfragmentet från Ribe, daterat till cirka 725. Förenklingarna kan ha varit motiverade av att fler hade behov av att lära sig skriva runor i sin verksamhet, exempelvis nordiska handelsmän. De flesta runskrifter som finns bevarade idag är ristade med hjälp av denna runrad.
De tre varianterna – långkvist, kortkvist, stavlös – representerar antagligen olika behov: från monumental och förenklad skrift till snabbskrift, det senare troligen anpassat för disponibel skrift, såsom träsnitt, en teori som varit svår att styrka på grund av få antalet bevarade vikingatida inskriptioner på trä. På På 1000-talet börjar stungna runor – där stungen betyder att en prick satts in i runan – uppträda sporadiskt för att separera olika ljudvärden, vilket i praktiken utökar den 16-typiga runraden till 19 runor. Under medeltiden exploateras denna teknik på ytterligare runor, men ställs då inte längre i futharkens ordning, utan i alfabetisk ordning – idag kallat medeltida runalfabetet.

## Armanenfuthark

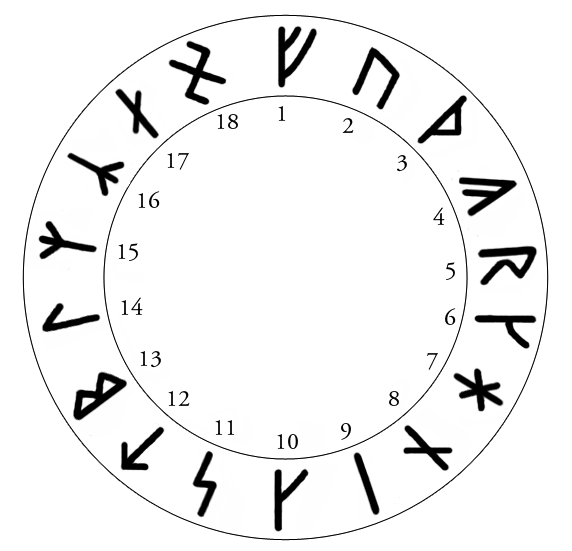
Guido von Lists 18 armanenrunor traditionellt placerade i en cirkel

Armanenfutharken är 18 pseudo-runor uppfunna av den österrikiske mystikern och rasideologen Guido von List (1848–1919) under 1900-talets början. Runorna bygger främst på de historiska yngre runorna och användes av von List för att utveckla en sorts modern runmagi till sin rasideologi ariosofi och samhörande rasreligion Armanism, därav namnet.
Den 18-typiga armanenfutharken är till större delen baserad på den yngre futharken och inledande runfrekvens stavar även här ut futhark. Vissa runnamn och ljudvärden är tagna från den anglofrisiska futhorcen. De två sista runorna, Eh och Gibor, härrör ej den yngre futharken och är tagna från de anglofrisiska Eoh och Gyfu. Bortsett från dessa runor, och en flyttad man-runa (från nummer 13 till 15), är runsekvensen identisk med den yngre futharken. Runformerna kan vara spegelvända.

## Alfabetiska tabeller
| Bokstav                      | Äldre | Yngre | Yngre |
| ---------------------------- | ----- | ----- | ----- |
| ᛬ Svenska latinska alfabetet |       |       |       |
| A                            | ᚨ     | ᛅ     | ᛆ     |
| B                            | ᛒ     | ᛒ     | ᛓ     |
| C                            | ᚲ / ᛊ | ᚴ / ᛋ | ᚴ / ᛌ |
| D                            | ᛞ     | ᛏ     | ᛐ, ᛑ  |
| E                            | ᛖ     | ᛁ, ᛂ  | ᛁ     |
| F                            | ᚠ     | ᚠ     | ᚠ     |
| G                            | ᚷ     | ᚴ, ᚵ  | ᚴ     |
| H                            | ᚺ     | ᚼ     | ᚽ     |
| I                            | ᛁ     | ᛁ     | ᛁ     |
| J                            | ᛃ     | ᛁ     | ᛁ     |
| K                            | ᚲ     | ᚴ     | ᚴ     |
| L                            | ᛚ     | ᛚ     | ᛚ     |
| M                            | ᛗ     | ᛘ     | ᛙ     |
| N                            | ᚾ     | ᚾ     | ᚾ     |
| O                            | ᛟ     | ᚢ, ᚬ  | ᚢ, ᚭ  |
| P                            | ᛈ     | ᛒ     | ᛓ     |
| Q                            | ᚲᚹ    | ᚴᚢ    | ᚴᚢ    |
| R                            | ᚱ, ᛉ  | ᚱ, ᛦ  | ᚱ, ᛧ  |
| S                            | ᛊ     | ᛋ     | ᛌ     |
| T                            | ᛏ     | ᛏ     | ᛐ     |
| U                            | ᚢ     | ᚢ     | ᚢ     |
| V                            | ᚠ, ᚢ  | ᚠ, ᚢ  | ᚠ, ᚢ  |
| W                            | ᚹ     | ᚢ     | ᚢ     |
| X                            | ᚲᛊ    | ᚴᛋ    | ᚴᛌ    |
| Y                            | ᚢ     | ᚢ, ᚤ  | ᚢ     |
| Z                            | ᛉ     | ᛋ, ᛦ  | ᛌ, ᛧ  |
| Å                            | ᛟ     | ᚬ     | ᚭ     |
| Ä                            | ᛖ     | ᛅ, ᛁ  | ᛆ, ᛁ  |
| Ö                            | ᛟ     | ᚢ     | ᚢ     |
| ᛬ Utökat latinskt alfabet    |       |       |       |
| Ü                            | ᚢ     | ᚢ     | ᚢ     |
| É                            | ᛇ     | ᛁ     | ᛁ     |
| Þ (th)                       | ᚦ     | ᚦ     | ᚦ     |
| Ð (dh)                       | ᚦ     | ᚦ     | ᚦ     |
| Ǫ (ø)                        | ᚢ     | ᚢ     | ᚢ     |
| Ŋ (ng)                       | ᛜ     | ᚴ     | ᚴ     |
| Ʀ (skorr)                    | ᛉ     | ᛦ     | ᛧ     |
| Ï (ɨ)                        | ᛇ     | ᛁ     | ᛁ     |
| Ą (ã)                        | ᚨ     | ᚬ     | ᚭ     |
| Ȝ                            | ᚷ     | ᚴ     | ᚴ     |
| Œ                            | ᚢ     | ᚢ     | ᚢ     |

| Runrad       | Bokstav       | Ljud                         |
| ------------ | ------------- | ---------------------------- |
| ᛬ Frejs ätt  |               |                              |
| ᚠ            | F             | f                            |
| ᚢ            | U, Y          | u, y                         |
| ᚦ            | Þ, Ð          | Þ (th), ð (dh)               |
| ᚨ            | Ą, A          | a, ą, (nasalt) ã, (nasalt) ä |
| ᚱ            | R             | r                            |
| ᚲ            | K             | k                            |
| ᚷ            | G             | g (ȝ, gh), nk                |
| ᚹ            | W             | w                            |
| ᛬ Hagels ätt |               |                              |
| ᚺ            | H             | h, gh                        |
| ᚾ            | N             | n                            |
| ᛁ            | I             | i                            |
| ᛃ            | J             | j                            |
| ᛇ            | Ï, É          | é, ï, ä (äi)                 |
| ᛈ            | P             | p, mp                        |
| ᛉ            | Z, ʀ          | z                            |
| ᛊ            | S             | s                            |
| ᛬ Tyrs ätt   |               |                              |
| ᛏ            | T             | t, nt                        |
| ᛒ            | B             | b, mb                        |
| ᛖ            | E, Ä          | e, ä                         |
| ᛗ            | M             | m                            |
| ᛚ            | L             | l                            |
| ᛜ            | Ŋ             | ŋ (ng)                       |
| ᛞ            | D             | d, nd                        |
| ᛟ            | O, Å, Œ, Ǫ, Ö | o, ō, å, œ, ǫ, ö (au, öy)    |

| Runrad      | Runrad | Bokstav             | Ljud                             |
| ----------- | ------ | ------------------- | -------------------------------- |
| ᛬ 1:a ätten |        |                     |                                  |
| ᚠ           | ᚠ      | F                   | f                                |
| ᚢ           | ᚢ      | U, Y, Ö, Ǫ, O, W, V | u, y, ö (au, öy), ǫ, o, w (œ, v) |
| ᚤ           | ᚤ      | Y, Ö                | y, ö (au, öy), ǫ                 |
| ᛬ 2:a ätten |        |                     |                                  |
| ᚦ           | ᚦ      | Þ, Ð                | Þ (th), ð (dh)                   |
| ᚬ           | ᚭ      | Ą, Å, O             | ą, (nasalt) ã, (nasalt) ä, o     |
| ᚱ           | ᚱ      | R                   | r                                |
| ᚴ           | ᚴ      | K, G, Ŋ             | k, g (ȝ, gh), nk, ŋ (ng)         |
| ᚵ           | ᚵ      | G, Ŋ                | g (ȝ, gh), ŋ (ng)                |
| ᛬ 2:a ätten |        |                     |                                  |
| ᚼ           | ᚽ      | H                   | h, gh                            |
| ᚾ           | ᚿ      | N                   | n                                |
| ᛁ           | ᛁ      | I, E, Ä, J          | i, e, ä, (äi), j                 |
| ᛂ           | ᛂ      | E, Ä                | e, ä, (äi)                       |
| ᛅ           | ᛆ      | A, Ä                | a, ä                             |
| ᛋ           | ᛌ      | S                   | s                                |
| ᛬ 3:e ätten |        |                     |                                  |
| ᛏ           | ᛐ      | T, D                | t, d, nt, nd                     |
|             | ᛑ      | D                   | d, nd                            |
| ᛒ           | ᛓ      | B, P                | b, p, mb, mp                     |
| ᛘ           | ᛙ      | M                   | m                                |
| ᛚ           | ᛚ      | L                   | l                                |
| ᛦ           | ᛧ      | Ʀ                   | R (i, e, ä, y)                   |